# The Northern Trust
The Northern Trust es un torneo masculino de golf que se disputa desde el año 1967 como parte del circuito estadounidense PGA Tour. La bolsa de premios en 2020 es de 9,5 millones de dólares, de las más altas de la gira.
Originalmente tenía lugar a principios de junio, y se denominaba Westchester Classic ya que se celebraba en el Westchester Country Club en el condado de Westchester, estado de Nueva York. El torneo dejó de tener la palabra Westchester en el título en 1990.
Desde 2007, el torneo se disputa en agosto como primera fecha de los playoffs, con una nómina reducida a 125 golfistas. Al año siguiente, dejó de utilizarse Winchester y la sede comenzó a rotar entre cuatro campos de golf del área metropolitana de Nueva York. La edición 2020 se disputó en Boston, y el torneo seguirá alternando entre ambas ciudades.

## Ganadores
| Año                                       | Jugador               | País                  | Localización                           | Golpes                | Al par                | Margen de victoria    | Segundo(s)                                              | Bolsa ($)             | Bolsa del ganador ($) |                       |
| St. Jude Championship                     | St. Jude Championship | St. Jude Championship | St. Jude Championship                  | St. Jude Championship | St. Jude Championship | St. Jude Championship | St. Jude Championship                                   | St. Jude Championship | St. Jude Championship | St. Jude Championship |
| ----------------------------------------- | --------------------- | --------------------- | -------------------------------------- | --------------------- | --------------------- | --------------------- | ------------------------------------------------------- | --------------------- | --------------------- | --------------------- |
| 2023                                      | Lucas Glover          | Estados Unidos        | TPC Southwind, Tennessee               | 265                   | −15                   | Playoff               | Patrick Cantlay                                         | 20,000,000            | 3,600,000             |                       |
| 2022                                      | Will Zalatoris        | Estados Unidos        | TPC Southwind, Tennessee               | 265                   | −15                   | Playoff               | Sepp Straka                                             | 15,000,000            | 2,700,000             |                       |
| The Northern Trust                        |                       |                       |                                        |                       |                       |                       |                                                         |                       |                       |                       |
| 2021                                      | Tony Finau            | Estados Unidos        | Liberty National Golf Club, New Jersey | 264                   | −20                   | Playoff               | Cameron Smith                                           | 9,500,000             | 1,710,000             |                       |
| 2020                                      | Dustin Johnson (3)    | Estados Unidos        | TPC Boston, Massachusetts              | 254                   | −30                   | 11 golpes             | Harris English                                          | 9,500,000             | 1,710,000             |                       |
| 2019                                      | Patrick Reed (2)      | Estados Unidos        | Liberty National Golf Club, New Jersey | 268                   | −16                   | 1 golpe               | Abraham Ancer                                           | 9,250,000             | 1,665,000             |                       |
| 2018                                      | Bryson DeChambeau     | Estados Unidos        | Ridgewood Country Club, New Jersey     | 266                   | −18                   | 4 golpes              | Tony Finau                                              | 9,000,000             | 1,620,000             |                       |
| 2017                                      | Dustin Johnson (2)    | Estados Unidos        | Glen Oaks Club, New York               | 267                   | −13                   | Playoff               | Jordan Spieth                                           | 8,750,000             | 1,575,000             |                       |
| The Barclays                              |                       |                       |                                        |                       |                       |                       |                                                         |                       |                       |                       |
| 2016                                      | Patrick Reed          | Estados Unidos        | Bethpage Black Course, New York        | 275                   | −9                    | 1 golpe               | Emiliano Grillo Sean O'Hair                             | 8,500,000             | 1,530,000             |                       |
| 2015                                      | Jason Day             | Australia             | Plainfield Country Club, New Jersey    | 261                   | −19                   | 6 golpes              | Henrik Stenson                                          | 8,250,000             | 1,485,000             |                       |
| 2014                                      | Hunter Mahan          | Estados Unidos        | Ridgewood Country Club, New Jersey     | 270                   | −14                   | 2 golpes              | Stuart Appleby Jason Day Cameron Tringale               | 8,000,000             | 1,440,000             |                       |
| 2013                                      | Adam Scott            | Australia             | Liberty National Golf Club, New Jersey | 273                   | −11                   | 1 golpe               | Graham DeLaet Justin Rose Gary Woodland Tiger Woods     | 8,000,000             | 1,440,000             |                       |
| 2012                                      | Nick Watney           | Estados Unidos        | Bethpage Black Course, New York        | 274                   | −10                   | 3 golpes              | Brandt Snedeker                                         | 8,000,000             | 1,440,000             |                       |
| 2011                                      | Dustin Johnson        | Estados Unidos        | Plainfield Country Club, New Jersey    | 194^                  | −19                   | 2 golpes              | Matt Kuchar                                             | 8,000,000             | 1,440,000             |                       |
| 2010                                      | Matt Kuchar           | Estados Unidos        | Ridgewood Country Club, New Jersey     | 272                   | −12                   | Playoff               | Martin Laird                                            | 7,500,000             | 1,350,000             |                       |
| 2009                                      | Heath Slocum          | Estados Unidos        | Liberty National Golf Club, New Jersey | 275                   | −9                    | 1 golpe               | Ernie Els Pádraig Harrington Steve Stricker Tiger Woods | 7,500,000             | 1,350,000             |                       |
| 2008                                      | Vijay Singh (4)       | Fiyi                  | Ridgewood Country Club, New Jersey     | 276                   | −8                    | Playoff               | Sergio García Kevin Sutherland                          | 7,000,000             | 1,260,000             |                       |
| 2007                                      | Steve Stricker        | Estados Unidos        | Westchester Country Club, New York     | 268                   | −16                   | 2 golpes              | K. J. Choi                                              | 7,000,000             | 1,260,000             |                       |
| Barclays Classic                          |                       |                       |                                        |                       |                       |                       |                                                         |                       |                       |                       |
| 2006                                      | Vijay Singh (3)       | Fiyi                  | Westchester Country Club, New York     | 274                   | −10                   | 2 golpes              | Adam Scott                                              | 5,750,000             | 1,035,000             |                       |
| 2005                                      | Pádraig Harrington    | Irlanda               | Westchester Country Club, New York     | 274                   | −10                   | 1 golpe               | Jim Furyk                                               | 5,750,000             | 1,035,000             |                       |
| Buick Classic                             |                       |                       |                                        |                       |                       |                       |                                                         |                       |                       |                       |
| 2004                                      | Sergio García (2)     | España                | Westchester Country Club, New York     | 272                   | −12                   | Playoff               | Pádraig Harrington Rory Sabbatini                       | 5,250,000             | 945,000               |                       |
| 2003                                      | Jonathan Kaye         | Estados Unidos        | Westchester Country Club, New York     | 271                   | −13                   | Playoff               | John Rollins                                            | 5,000,000             | 900,000               |                       |
| 2002                                      | Chris Smith           | Estados Unidos        | Westchester Country Club, New York     | 272                   | −12                   | 2 golpes              | David Gossett Pat Perez Loren Roberts                   | 3,500,000             | 630,000               |                       |
| 2001                                      | Sergio García         | España                | Westchester Country Club, New York     | 268                   | −16                   | 3 golpes              | Scott Hoch                                              | 3,500,000             | 630,000               |                       |
| 2000                                      | Dennis Paulson        | Estados Unidos        | Westchester Country Club, New York     | 276                   | −8                    | Playoff               | David Duval                                             | 3,000,000             | 540,000               |                       |
| 1999                                      | Duffy Waldorf         | Estados Unidos        | Westchester Country Club, New York     | 276                   | −8                    | Playoff               | Dennis Paulson                                          | 2,500,000             | 450,000               |                       |
| 1998                                      | J. P. Hayes           | Estados Unidos        | Westchester Country Club, New York     | 201^                  | −12                   | Playoff               | Jim Furyk                                               | 1,800,000             | 324,000               |                       |
| 1997                                      | Ernie Els (2)         | Sudáfrica             | Westchester Country Club, New York     | 268                   | −16                   | 2 golpes              | Jeff Maggert                                            | 1,500,000             | 270,000               |                       |
| 1996                                      | Ernie Els             | Sudáfrica             | Westchester Country Club, New York     | 271                   | −13                   | 8 golpes              | Steve Elkington Tom Lehman Jeff Maggert Craig Parry     | 1,200,000             | 216,000               |                       |
| 1995                                      | Vijay Singh (2)       | Fiyi                  | Westchester Country Club, New York     | 278                   | −6                    | Playoff               | Doug Martin                                             | 1,200,000             | 216,000               |                       |
| 1994                                      | Lee Janzen            | Estados Unidos        | Westchester Country Club, New York     | 268                   | −16                   | 3 golpes              | Ernie Els                                               | 1,200,000             | 216,000               |                       |
| 1993                                      | Vijay Singh           | Fiyi                  | Westchester Country Club, New York     | 280                   | −4                    | Playoff               | Mark Wiebe                                              | 1,000,000             | 180,000               |                       |
| 1992                                      | David Frost           | Sudáfrica             | Westchester Country Club, New York     | 268                   | −16                   | 8 golpes              | Duffy Waldorf                                           | 1,000,000             | 180,000               |                       |
| 1991                                      | Billy Andrade         | Estados Unidos        | Westchester Country Club, New York     | 273                   | −11                   | 2 golpes              | Brad Bryant                                             | 1,000,000             | 180,000               |                       |
| 1990                                      | Hale Irwin            | Estados Unidos        | Westchester Country Club, New York     | 269                   | −15                   | 2 golpes              | Paul Azinger                                            | 1,000,000             | 180,000               |                       |
| Manufacturers Hanover Westchester Classic |                       |                       |                                        |                       |                       |                       |                                                         |                       |                       |                       |
| 1989                                      | Wayne Grady           | Australia             | Westchester Country Club, New York     | 277                   | −7                    | Playoff               | Ronnie Black                                            | 1,000,000             | 180,000               |                       |
| 1988                                      | Seve Ballesteros (2)  | España                | Westchester Country Club, New York     | 276                   | −8                    | Playoff               | David Frost Ken Green Greg Norman                       | 700,000               | 126,000               |                       |
| 1987                                      | J. C. Snead           | Estados Unidos        | Westchester Country Club, New York     | 276                   | −8                    | Playoff               | Seve Ballesteros                                        | 600,000               | 108,000               |                       |
| 1986                                      | Bob Tway              | Estados Unidos        | Westchester Country Club, New York     | 272                   | −12                   | 1 golpe               | Willie Wood                                             | 600,000               | 108,000               |                       |
| 1985                                      | Roger Maltbie         | Estados Unidos        | Westchester Country Club, New York     | 275                   | −9                    | Playoff               | George Burns Raymond Floyd                              | 500,000               | 90,000                |                       |
| 1984                                      | Scott Simpson         | Estados Unidos        | Westchester Country Club, New York     | 269                   | −15                   | 5 golpes              | David Graham Jay Haas Mark O'Meara                      | 500,000               | 90,000                |                       |
| 1983                                      | Seve Ballesteros      | España                | Westchester Country Club, New York     | 276                   | −8                    | 2 golpes              | Andy Bean Craig Stadler                                 | 450,000               | 81,000                |                       |
| 1982                                      | Bob Gilder            | Estados Unidos        | Westchester Country Club, New York     | 261                   | −19                   | 5 golpes              | Peter Jacobsen Tom Kite                                 | 400,000               | 72,000                |                       |
| 1981                                      | Raymond Floyd         | Estados Unidos        | Westchester Country Club, New York     | 275                   | −9                    | 1 golpe               | Bobby Clampett Gibby Gilbert Craig Stadler              | 400,000               | 72,000                |                       |
| 1980                                      | Curtis Strange        | Estados Unidos        | Westchester Country Club, New York     | 273                   | −11                   | 2 golpes              | Gibby Gilbert                                           | 400,000               | 72,000                |                       |
| 1979                                      | Jack Renner           | Estados Unidos        | Westchester Country Club, New York     | 277                   | −7                    | 1 golpe               | David Graham Howard Twitty                              | 400,000               | 72,000                |                       |
| American Express Westchester Classic      |                       |                       |                                        |                       |                       |                       |                                                         |                       |                       |                       |
| 1978                                      | Lee Elder             | Estados Unidos        | Westchester Country Club, New York     | 274                   | −10                   | 1 golpe               | Mark Hayes                                              | 300,000               | 60,000                |                       |
| 1977                                      | Andy North            | Estados Unidos        | Westchester Country Club, New York     | 272                   | −12                   | 2 golpes              | George Archer                                           | 300,000               | 60,000                |                       |
| 1976                                      | David Graham          | Australia             | Westchester Country Club, New York     | 272                   | −12                   | 3 golpes              | Ben Crenshaw Tom Watson Fuzzy Zoeller                   | 300,000               | 60,000                |                       |
| Westchester Classic                       |                       |                       |                                        |                       |                       |                       |                                                         |                       |                       |                       |
| 1975                                      | Gene Littler          | Estados Unidos        | Westchester Country Club, New York     | 271                   | −17                   | Playoff               | Julius Boros                                            | 250,000               | 50,000                |                       |
| 1974                                      | Johnny Miller         | Estados Unidos        | Westchester Country Club, New York     | 269                   | −19                   | 2 golpes              | Don Bies                                                | 250,000               | 50,000                |                       |
| 1973                                      | Bobby Nichols         | Estados Unidos        | Westchester Country Club, New York     | 272                   | −16                   | Playoff               | Bob Murphy                                              | 250,000               | 50,000                |                       |
| 1972                                      | Jack Nicklaus (2)     | Estados Unidos        | Westchester Country Club, New York     | 270                   | −18                   | 3 golpes              | Jim Colbert                                             | 250,000               | 50,000                |                       |
| 1971                                      | Arnold Palmer         | Estados Unidos        | Westchester Country Club, New York     | 270                   | −18                   | 5 golpes              | Gibby Gilbert Hale Irwin                                | 250,000               | 50,000                |                       |
| 1970                                      | Bruce Crampton        | Australia             | Westchester Country Club, New York     | 273                   | −15                   | 1 golpe               | Larry Hinson Jack Nicklaus                              | 250,000               | 50,000                |                       |
| 1969                                      | Frank Beard           | Estados Unidos        | Westchester Country Club, New York     | 275                   | −13                   | 1 golpe               | Bert Greene                                             | 250,000               | 50,000                |                       |
| 1968                                      | Julius Boros          | Estados Unidos        | Westchester Country Club, New York     | 272                   | −16                   | 1 golpe               | Bob Murphy Jack Nicklaus Dan Sikes                      | 250,000               | 50,000                |                       |
| 1967                                      | Jack Nicklaus         | Estados Unidos        | Westchester Country Club, New York     | 272                   | −16                   | 1 golpe               | Dan Sikes                                               | 250,000               | 50,000                |                       |